# 茹阿澤魯

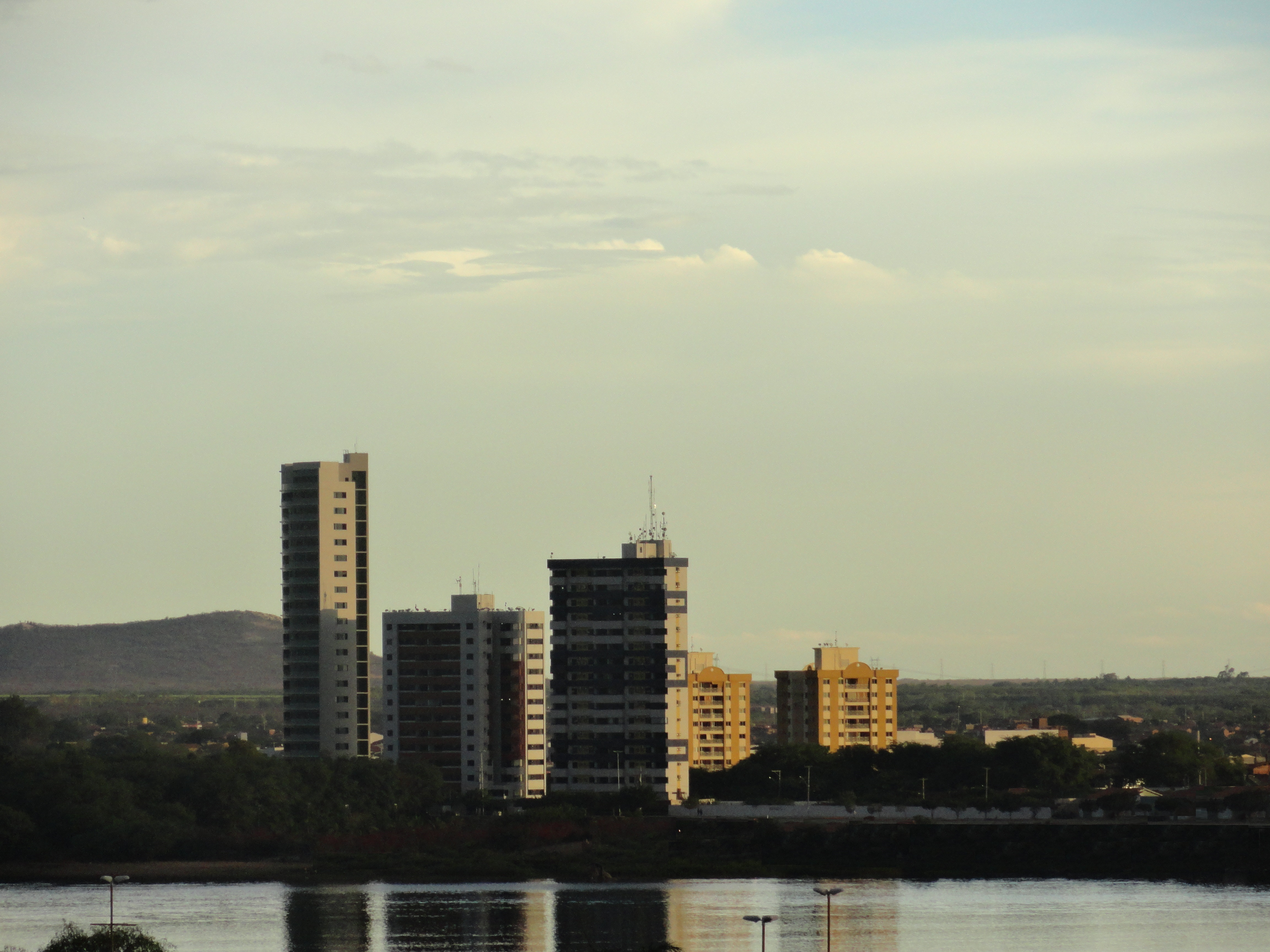
茹阿澤魯

茹阿澤魯（葡萄牙語：Juazeiro）是一個位於巴西東北部巴伊亞州的市鎮，面積6,415.4平方公里，海拔高度373米，受半乾旱氣候影響，每年平均降雨量399毫米，2010年人口260,004。

## 外部連結
- Prefeitura Municipal de Juazeiro （页面存档备份，存于）